# Amicencyrtus obscurus
Amicencyrtus obscurus är en stekelart som beskrevs av Hayat 1981. Amicencyrtus obscurus ingår i släktet Amicencyrtus och familjen sköldlussteklar. Inga underarter finns listade i Catalogue of Life.